# Пјеве Фисирага
Пјеве Фисирага (итал. Pieve Fissiraga) је насеље у Италији у округу Лоди, региону Ломбардија.
Према процени из 2011. у насељу је живело 1133 становника. Насеље се налази на надморској висини од 74 м.

## Становништво
Према резултатима пописа становништва 2011. у општини је живело 1.604 становника.
| 1931. | 1936. | 1951. | 1961. | 1971. | 1981. | 1991. | 2001. | 2011. |
| ----- | ----- | ----- | ----- | ----- | ----- | ----- | ----- | ----- |
| 1.134 | 1.093 | 1.190 | 897   | 827   | 808   | 871   | 1.304 | 1.604 |